# Eccidio del Torrazzo
L'eccidio del Torrazzo fu una rappresaglia fascista consumatosi il 14 febbraio 1945 a Bagnolo in Piano, in provincia di Reggio Emilia, nel corso della quale furono uccisi dieci civili bagnolesi.

## Antefatti
La zona di Bagnolo in Piano, così come tutta la pianura reggiana, era un'area di fervida ed intensa attività partigiana. A scatenare la rappresaglia della Brigata Nera di Reggio vi fu infatti l'uccisione il 10 febbraio 1945, di due bersaglieri della 1ª Divisione bersaglieri "Italia" dell'esercito repubblicano, caduti in uno scontro a fuoco con i partigiani nella frazione di Pieve Rossa.

## La strage
All'alba del 14 febbraio alcuni reparti della Brigata Nera di Reggio circondarono il paese con l'obbiettivo di compiere una rappresaglia esemplare nei confronti della popolazione civile bagnolese. Venne così effettuato un vasto rastrellamento e quindi prelevati dalle loro case nove esponenti storici dell'antifascismo e della resistenza locale assieme al Commissario Prefettizio Aristide Carboni, reggente dell'amministrazione comunale bagnolese. Mentre le milizie repubblicane rastrellavano Bagnolo, don Barbieri tentò invano di mediare una soluzione con gli ufficiali fascisti. I dieci prigionieri, dopo essere stati raggruppati presso la locale Casa del Fascio, vennero condotti nella piazza del paese, allineati sotto il Torrazzo e quivi assassinati brutalmente 
I corpi delle vittime vennero lasciati sul luogo dell'esecuzione sino alle 14:00, quando vennero trasferiti presso il locale cimitero su iniziativa di don Barbieri.

## Conseguenze
La notizia della fucilazione dei dieci civili bagnolesi provocò una dura reazione presso le autorità militari tedesche di stanza nella provincia reggiana. Il giorno seguente l'eccidio fu indetto in Prefettura un summit italo-tedesco al quale presero parte tra gli altri il capo della Provincia Giovanni Battista Caneva, il colonnello delle SS Eugen Dollmann, il podestà di Reggio nell'Emilia Celio Rabotti ed il capitano Leibold. I tedeschi, che il giorno stesso della strage di Bagnolo avevano fucilato venti partigiani a Calerno, ripresero duramente i fascisti per aver agito di loro libera iniziativa e senza le necessarie autorizzazioni ed imposero loro di risarcire le famiglie delle vittime.

## Vittime

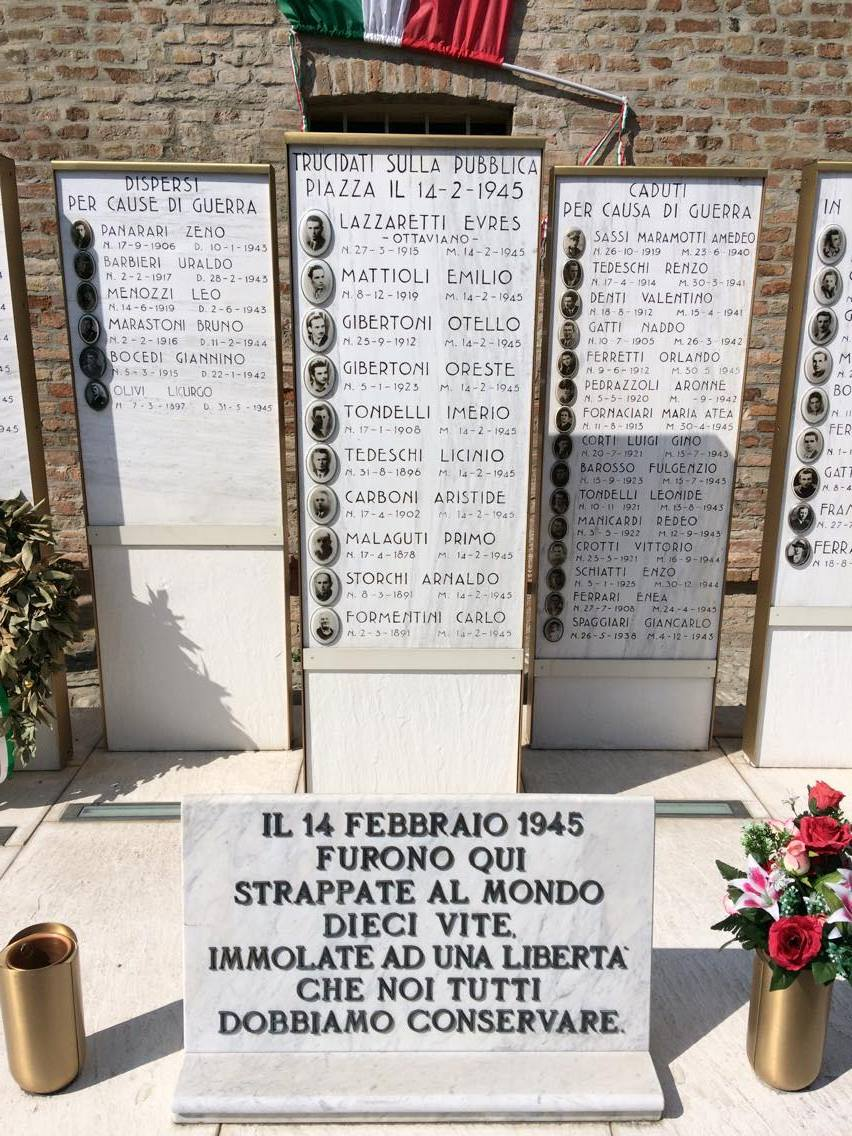
Il monumento ai Martiri del Torrazzo.

- Aristide Carboni "Spento", di Bagnolo in Piano, classe 1902, Commissario prefettizio
- Carlo Formentini "Nino", di Bagnolo in Piano, classe 1891
- Oreste Gibertoni "Dante", di Bagnolo in Piano, classe 1920
- Otello Gibertoni "Nilo", di Bagnolo in Piano, classe 1912
- Evres Lazzaretti "Ottaviano"[6], di Bagnolo in Piano, classe 1915, Medaglia d'argento al Valor Militare alla memoria
- Primo Malaguti "Bucov", di Bagnolo in Piano, classe 1878
- Emilio Mattioli "Gianni", di Bagnolo in Piano, classe 1919
- Arnaldo Storchi "Walter", di Bagnolo in Piano, classe 1891
- Licinio Tedeschi "Eros", di Bagnolo in Piano, classe 1891
- Imerio Tondelli "Eros", di Bagnolo in Piano, classe 1908

## Monumenti
A ricordo del martirio dei dieci cittadini bagnolesi venne scoperta il 4 novembre 1945 una lapide recante i nomi dei caduti. Successivamente il monumento subì alcune modifiche, fino all'ultimo restauro, occorso in occasione del 70º anniversario della strage.